# Univers des Animaux fantastiques
Pour un article plus général, voir Monde des sorciers de J. K. Rowling.
Pour l'univers de l'histoire de Harry Potter, écrite par J. K. Rowling, voir Univers de Harry Potter.
L'univers des Animaux fantastiques est un sous-univers fictif du monde des sorciers créé par J. K. Rowling, dans lequel le personnage Norbert Dragonneau évolue au sein de la saga cinématographique Les Animaux fantastiques, débutée en 2016.
Les créatures et le personnage de Norbert Dragonneau ont été adaptés pour le cinéma d'après le petit répertoire des Animaux fantastiques rédigé par J. K. Rowling pour l'association humanitaire Comic Relief en 2001. L’histoire, les autres personnages et le nouvel univers dérivé de celui de la série Harry Potter ont été développés par l'auteure pour les besoins de la nouvelle saga cinématographique, à laquelle elle contribue en tant que scénariste.
L'intrigue des premiers épisodes est ancrée dans la société magique des années 1920, puis dans celle des années 1930. Le spectateur prend connaissance des communautés magiques existant au sein de l'univers de Rowling, également en dehors de la Grande-Bretagne, et disposant chacune de leur propre organisation gouvernementale : États-Unis, France, Allemagne, Bhoutan…

## Lieux
L'intrigue du premier épisode est ancrée dans la société américaine en 1926, et plus particulièrement dans la ville de New York. Norbert Dragonneau découvre notamment le Congrès magique des États-Unis d'Amérique (Macusa) et son vaste hall, situés dans le Woolworth Building, l'appartement des sœurs Goldstein s'inspirant du Lower East Side Tenement Museum,, ou encore la boulangerie de Jacob Kowalski située dans le Lower East Side.
Dans le second épisode (à partir de 1927), après un bref passage au ministère de la Magie britannique et dans sa maison de Londres au sous-sol gigantesque qui abrite certaines de ses créatures magiques,, Norbert voyage à destination de Paris,. Il y découvre le Ministère français de la magie situé sous la place de Furstemberg,, la place cachée de Montmartre et ses boutiques qui ne sont accessibles qu'aux sorciers,,, le cimetière du Père-Lachaise où Grindelwald prononce son discours, ou encore la maison de Nicolas Flamel située rue de Montmorency.

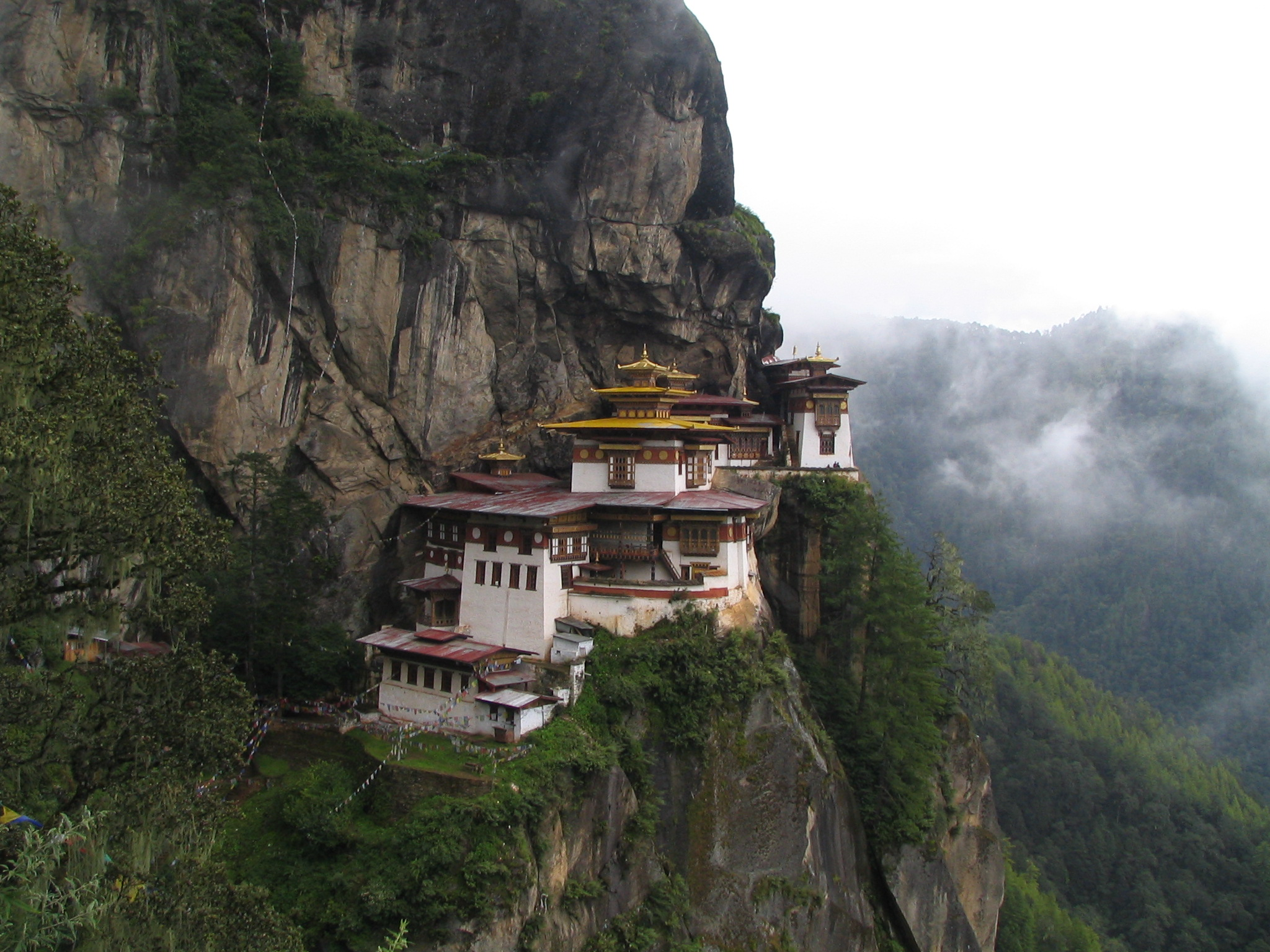
Un monastère bouddhiste du Bhoutan, source d'inspiration pour la Chambre Magistrale de Sorcellerie Ancienne.

Dans les années 1930, le périple de Norbert et de ses compagnons comprend plusieurs autres destinations, dont l'Asie et l'Allemagne. À Berlin, il se rend notamment au ministère de la Magie allemand et à la prison d'Erkstag pour délivrer son frère, et c'est au sommet d'un temple bhoutanais, à la Chambre Magistrale de Sorcellerie Ancienne, que Norbert assiste à la Marche du qilin, censée guider les sorciers pour élire leur nouveau chef suprême.
La valise magique que Norbert transporte toujours avec lui contient son local d'étude et lui permet d'accueillir et de soigner les créatures magiques qu'il rencontre en chemin.

## Magie
De nombreuses créatures magiques apparaissent, ainsi que des créatures ordinaires qui font preuve de pouvoirs magiques (comme les hiboux et chouettes, utilisés pour transporter le courrier). Les rares êtres humains capables de faire de la magie sont appelés sorciers et sorcières, tandis que ceux qui n'ont aucun pouvoir sont appelés « Non-Maj ».

### Pouvoirs magiques

#### Obscurial
L'obscurial  est un sorcier hébergeant en lui un obscurus (entité magique parasite qui naît du refoulement par un sorcier de ses pouvoirs magiques). Dans la plupart des cas, un obscurial est un enfant sorcier, qui se trouve contraint, par des violences physiques ou psychologiques, de refouler ses pouvoirs magiques. Un obscurial décède généralement avant même de pouvoir atteindre l'âge de dix ans. D'après Norbert Dragonneau, un obscurus ne peut survivre sans son hôte. Le magizoologiste en possédait un, séparé du corps d'une enfant soudanaise qui a succombé à la présence de cet obscurus et conservé dans une bulle magique spéciale.
L'obscurus, lorsqu'il se manifeste, prend la forme d'un nuage de fumée noire. Il représente le pouvoir dévastateur et la violence extrême, se libérant sur tout ce qui se trouve sur son passage. Battu par sa mère adoptive, Croyance Bellebosse héberge un obscurus particulièrement puissant (puisque de façon surprenante il est âgé d'une vingtaine d'années) avant d'être démasqué.

#### Legilimancie
Certains sorciers ont la faculté d'extraire de l'esprit de certaines personnes des émotions ou des souvenirs, autrement dit, de lire dans ses pensées. Cette branche de la magie dans le monde de J. K. Rowling est appelée Legilimancie. Queenie Goldstein, la sœur de Tina, est une legilimens, ce qui rend Jacob Kowalski d'abord mal à l'aise en sa présence.

#### Transplanage
C'est un moyen de transport rapide. Cela consiste pour le sorcier à se téléporter instantanément d'un endroit à un autre, comme le font régulièrement Norbert et Tina.

#### Choranaptyxie
Un être choranaptyxique possède la faculté de grandir ou rétrécir très rapidement jusqu'à remplir tout l'espace dont il dispose. Les occamys notamment sont choranaptyxiques.

#### Sortilèges
La plupart des sortilèges mentionnés dans Les Animaux fantastiques sont communs à ceux de Harry Potter : amnésie, attraction et déverrouillage, principalement.
Certains sortilèges sont mentionnés pour la première fois, comme le sortilège Fenestra, utilisé par Norbert pour briser une vitrine et récupérer son niffleur dans le quartier des diamantaires.

### Objets magiques

#### Admoniteurs
Les admoniteurs sont des bracelets en métal placés par magie aux poignets, permettant d'être informé de tous ses sortilèges lancés par un sorcier. Lorsque Dumbledore refuse d'obéir à Travers, celui-ci le menotte provisoirement avec des admoniteurs.

#### Baguettes magiques
La baguette magique est l'accessoire de la vie quotidienne d'un sorcier, utilisé comme outil ou comme arme.

#### Corde de Norbert
Norbert Dragonneau possède un animal, le Démonzémerveille qu'il peut utiliser telle une corde crépitante de lumière qui enveloppe sa cible comme un fouet et se resserre toute seule autour d'elle. Il l'utilise contre Percival Graves pour le contraindre à révéler sa véritable apparence.

#### Fiole du pacte de sang
Le pacte de sang est un accord magique entre deux sorciers ou sorcières, qui mélangent ensuite leur sang pour sceller cet accord. La fiole contenant le mélange est considérée très difficile, voire impossible, à détruire.
Grindelwald porte sur lui une fiole contenant un pacte de sang qui le lie à Albus Dumbledore depuis leur adolescence, en les empêchant mutuellement de se combattre. Ce même pacte de sang aurait vraisemblablement provoqué la mort d'Ariana Dumbledore en 1899, alors qu'Abelforth Dumbledore provoquait Grindelwald en duel et qu'Albus Dumbledore s'interposait,. L'un des sortilèges, d'auteur inconnu, aurait dévié et atteint Ariana à la place d'Albus ou de Grindelwald. Dans Les Secrets de Dumbledore, on apprend que la culpabilité d’Albus se fonde principalement sur le fait d'avoir attaqué Grindelwald, et provoqué indirectement la mort de sa sœur.
La fiole est dérobée par le niffleur de Norbert au cours du discours de Grindelwald au cimetière Lachaise en 1927, et Norbert la remet à Dumbledore pour qu'il essaie de la détruire. Elle est finalement détruite quelques années plus tard, lorsque Dumbledore et son frère Abelforth s'interposent, cette fois pour protéger Croyance, membre de leur famille, au moment où Grindelwald tente de tuer ce dernier. Les sortilèges des trois sorciers s'entrecroisent une nouvelle fois. Mais Grindelwald cherchant à tuer une personne du même sang qu'Albus Dumbledore, et les frères Dumbledore cherchant à protéger, la fiole et le pacte qu'elle contient sont brisés.

#### Lunascope
Le lunascope est un instrument métallique doré dont le concept se situe entre le télescope et le cadran solaire. Il possède des ouvertures et des molettes coulissantes qui permettent de mettre en rapport la position actuelle de la Lune avec l'étoile Polaire et les constellations, afin de calculer les phases passées et futures de la Lune. C'est un instrument utile à Norbert, notamment pour déterminer l'époque de cueillette des herbes lunaires.
Norbert évoque le lunascope au Cochon Aveugle, lors de ses négociations avec le gobelin Gnarlak : il lui propose l'objet en échange de renseignements sur la position de sa demiguise, Dougal.
Cet objet est brièvement mentionné dans l'univers de Harry Potter, notamment par deux sorciers attablés dans un café dans Le Prisonnier d'Azkaban, dans La Coupe de feu où il figure parmi les objets présents dans la classe du professeur Flitwick, et dans L'Ordre du Phénix lorsque Harry lance plusieurs objets appartenant à Albus Dumbledore — dont un lunascope — à travers son bureau.

#### Narguilé
Grindelwald possède un narguilé en forme de crâne dont il exhale la fumée pour former une vision. Il l'utilise notamment pour projeter devant ses disciples des images de la future Seconde Guerre mondiale.

#### Pendentif de Percival Graves
Percival Graves possède un pendentif magique (portant le symbole des Reliques de la Mort) auquel il est très lié. Il le confie à Croyance Bellebosse pour lui permettre d'entrer en contact avec lui plus rapidement.

#### Rolodex
Le rolodex est un épais livre magique fermé par une serrure et sur lequel est dessiné un phénix en relief. Albus Dumbledore en possède un exemplaire dans les années 1920, tout comme Nicolas Flamel et Eulalie Hicks (une jeune professeure d'Ilvermorny). Le livre permet notamment à ses différents possesseurs (qui ont chacun leur portrait à l'intérieur) de communiquer facilement entre eux.
Les graphistes du film se sont inspirés des albums photos victoriens comportant des couvertures en cuir ouvragés, avec des charnières et des cadenas métalliques. Sa couverture est en deux parties et s'ouvre par le dessus plutôt que par le côté. Chaque page contient la photo d'un sorcier ou d'une sorcière, qui peut s'animer et communiquer avec la personne qui ouvre le livre, à la manière des portraits de peinture dans Harry Potter.

#### Valise de Norbert
La valise que Norbert Dragonneau emporte avec lui au cours de ses voyages contient ses créatures magiques. Elle possède un cadran en cuivre pouvant être positionné sur « version moldue », afin que les personnes sans pouvoirs magiques, et notamment la douane, ne puissent voir à l'intérieur uniquement des objets de voyage courants : pyjama, cartes, carnet, réveil, loupe et écharpe. Cette valise permet également à Norbert d'y entrer lui-même pour se retrouver dans son local d'étude.

### Potions

#### Potion de mort
Il s'agit de la potion extrêmement acide utilisée dans la cellule des condamnés du MACUSA. Des exécutrices extraient les souvenirs heureux des prisonniers et jettent ces souvenirs dans la potion pour qu'ils puissent être remémorés une dernière fois. Les condamnés sont ensuite installés sur un fauteuil, qui descend peu à peu dans la potion.

#### Venin du Démonzémerveille
Il s'agit d'un venin au pouvoir « oubliettant » extrêmement puissant. Norbert en possède un flacon qu'il utilise afin d'aider Séraphine Picquery à oublietter toute la population Non-Maj de la ville, témoin du déchaînement de l'obscurus. Pour renforcer son efficacité, Norbert charge Frank, son oiseau-tonnerre, de l'additionner à l'eau contenue dans les nuages pour imprégner celle-ci de son pouvoir magique. Lorsque la pluie tombe et touche les passants, elle efface l'obscurus de leur mémoire.

## Créatures magiques
Dans l'univers des Animaux fantastiques, des créatures reprises à Harry Potter, tout comme de nouvelles créatures, font leur apparition.
Augurey
Ressemble à un petit vautour.
Botruc
Semblable à un mélange d'écorces et de brindilles. Norbert Dragonneau héberge dans sa valise magique plusieurs botrucs dont l'un, Pickett, lui est particulièrement attaché.
Demiguise
Ressemble à un singe gracieux avec de grands yeux noirs et une fourrure argentée et soyeuse, capable de se rendre invisible. Norbert Dragonneau possède une demiguise nommée Dougal.
Démonzémerveille
Créature se présentant soit sous la forme d'un cocon épineux, soit sous celle d'un gigantesque reptile en forme de papillon et aux ailes squelettiques. Son venin contient un puissant sortilège d'amnésie.
Éruptif
Gigantesque créature africaine vaguement semblable à un rhinocéros. Norbert Dragonneau élève une femelle d'éruptif qui s'échappe dans New York et est retrouvée à Central Park.
Grapcorne
Une sorte de tigre à dents de sabre avec des tentacules de chaque côté de la tête. Norbert en héberge un dans son local d'étude.
Kelpy
Le kelpy est un démon des eaux métamorphe, qui apparaît le plus souvent sous la forme d'un cheval avec crinière constituée de joncs. Il peut être contrôlé en lui mettant une bride. Norbert en héberge un au sous-sol de son appartement londonien.
Niffleur
Semblable à l'ornithorynque. Norbert Dragonneau possède un niffleur qui s'échappe de sa valise peu après son arrivée à New York et s'infiltre dans une banque où il chaparde une grande quantité d'argent.
Occamy
Une sorte d'oiseau au corps serpentin, choranaptyxique. Ses œufs en argent pur sont très recherchés.
Oiseau-tonnerre
Oiseau américain proche du phénix. Norbert Dragonneau sauve un oiseau-tonnerre de trafiquants égyptiens. Il le nomme Frank et se promet de le ramener en Arizona, l'habitat naturel des oiseaux-tonnerre.
Qilin
Selon la tradition des sorciers, le qilin (une créature ressemblant à un petit cerf) reconnaît la personne dont le cœur est le plus pur. La Marche du qilin est une cérémonie traditionnelle au cours de laquelle la créature est utilisée pour élire le prochain chef de la Confédération magique internationale, en s'inclinant devant le candidat qu'elle considère le plus digne de confiance.
Zouwu
Le zouwu est une gigantesque créature chinoise en forme de chat, extrêmement rapide, avec une longue queue plumée. L'un d'entre eux s'échappe du cirque Arcanus et commet de nombreux dégâts dans Paris, avant d'être apprivoisé par Norbert.

## Politique

### Gouvernements
Ministères de la Magie
Le pouvoir sur la sorcellerie aux États-Unis est exercé par le Congrès Magique (MACUSA), qui crée des lois dirigeant et protégeant les sorciers américains. Il s'est basé sur le modèle du Conseil des sorciers de Grande-Bretagne, qui a précédé le ministère de la Magie. Dans les années 1920, la présidente du MACUSA est Séraphine Picquery.
Le ministère des Affaires Magiques de France, le ministère de la Magie allemand, le ministère chinois de la Magie et le ministère de la Magie des États-Unis du Brésil occupent cette même fonction.

#### Confédération Internationale des Sorciers
Le monde magique est aussi dirigé par un gouvernement supérieur aux ministères, la Confédération Internationale des Mages et Sorciers (en anglais : International Confederation of Wizards), qui est l'équivalent moldu de l'Organisation des Nations unies. Cette Confédération est dirigée par un Chef (ou manitou) suprême élu par vote populaire.
La responsabilité principale de la Confédération est le respect du Code du Secret Magique International, dont elle est à l'origine. Ce gouvernement possède plusieurs membranes et organismes liés, dont le Bureau de l'éducation (en anglais : Educational Office) qui se charge d'enregistrer les différentes écoles de magie qui existent dans le monde.
Le lieu de rassemblement le plus important de la Confédération est la Chambre Magistrale de Sorcellerie Ancienne, située au Bhoutan.

### Relations avec la population non magique
Non-Magique (parfois abrégé « Non-Maj ») est un terme utilisé durant les années 1920 (notamment par les sorciers américains et français) pour désigner les personnes ne possédant pas de pouvoirs magiques. Le terme équivalent utilisé par les sorciers du Royaume-Uni durant les années 1990 est Muggle (traduit en français par « Moldu »). D'autres termes sont employés, comme celui de « Sans-Charme ».
La plupart des Non-Maj sont inconscients de l'existence de la société parallèle des sorciers. Lorsqu'un Non-Maj est témoin d'un fait magique par erreur, les sorciers ont pour obligation de l'« oublietter ». Dans le cas contraire, il s'agit d'une infraction « 3A » du Code national du secret magique.
La communauté des sorciers d'Amérique doit obéir à une loi (la « loi Rappaport » proposée en 1790). Les sorciers américains ont par exemple l'interdiction de se marier, ou même de créer un lien d'amitié, avec un Non-Maj, depuis un événement qui aurait mené à la « divulgation d’informations sensibles sur les Sorciers ». Cette loi est considérée comme rétrograde par Norbert Dragonneau.

## Économie
Une devise fictive est utilisée par les sorciers américains : il s'agit du dragot. Norbert Dragonneau propose également des gallions (monnaie sorcière courante au Royaume-Uni) au gobelin Gnarlak pour obtenir des informations, ainsi qu'à un sorcier sur les falaises de Douvres pour utiliser un portoloin. En France, la monnaie utilisée est le bezant (abrégée « Bz »).

## Organisations

### Ligue des Fidèles de Salem
La Ligue des Fidèles de Salem, aussi appelée Fondation philanthropique du Nouveau Salem (FPNS), est une organisation anti-sorcellerie menée par Mary-Lou Bellebosse. La banderole comporte comme symbole « des mains qui tiennent une baguette magique brisée, au milieu de flammes rouge et jaune étincelantes ». Parmi ses membres se trouvent notamment les enfants adoptifs de Mary-Lou : Croyance Bellebosse, Chasteté Bellebosse et Modestie Bellebosse. Leur repaire est une petite église en bois d'apparence misérable.

## Éducation

### Ilvermorny
L'école de Magie et de sorcellerie d'Ilvermorny se trouve sur le mont Greylock, au Nord de New-York. Elle est dirigée par Agilbert Fontaine, une descendante des douze premiers Aurors missionnés par le MACUSA. Il s'agit de l'unique école de sorcellerie du nord de l'Amérique connue et mentionnée par l’auteure. Cette école est brièvement évoquée dans le premier film Les Animaux fantastiques, mais n'y est pas aperçue.
Tout comme à Poudlard, les élèves américains sont répartis dans différentes maisons.

### Poudlard
École de sorcellerie britannique (décrite dans l'univers de Harry Potter). Norbert Dragonneau y a effectué ses études entre 1908 et 1915, et y a suivi l'enseignement d'Albus Dumbledore, alors professeur de défense contre les forces du Mal.

## Communication

### Journaux et magazines
Dans Les Animaux fantastiques, plusieurs journaux et magazines sont mentionnés ou aperçus. Les équivalents locaux de La Gazette du sorcier britannique semblent être le New York Ghost pour New York, Le Cri de la gargouille pour Paris et Die Silberne Fledermaus, abrégé Die Fledermaus (« La Chauve-souris (d'argent) ») pour Berlin. Des magazines comme L'Ami des sorcières, Paroles de sorcières ou encore le Mensuel de la métamorphose sont aperçus chez les sœurs Goldstein.
D'autres journaux, « strictement Non-Maj », dont l'édition est dirigée par Henry Shaw Sr., apparaissent également. C'est le cas du New York Clarion, du Washington Enquirer ou du Mussachusetts Herald.

## Transports

### HMSTemerisi
Le HMS Temerisi est un paquebot transatlantique noir et blanc emprunté par Norbert Dragonneau pour se rendre à New York.
Pour la scène d'ouverture du premier film, la partie avant du navire a été conçue en trois dimensions et son décor construit en studio. La plupart des navires de cette époque ayant coulé ou ayant été détruits, l'équipe a reconstitué le transatlantique d'après une maquette et des images d'archives.

### Diligence et sombrals
Dans le deuxième épisode, une diligence, attelée par des sombrals, transporte Grindelwald de la prison du MACUSA jusqu'en Europe.

### Portoloin
Un portoloin (également présent dans l'univers de Harry Potter) est un objet ensorcelé d'apparence quelconque pouvant transporter une ou plusieurs personnes à un endroit et une heure fixés d'avance. Contre la somme de cinquante gallions, Norbert utilise un portoloin (un seau) sur les falaises de Douvres pour se rendre plus discrètement en France avec Jacob.

### Great Wizarding Express
Le Great Wizarding Express est un train magique longue distance voyageant entre Londres (King's Cross, Plateforme 3⅓) et Berlin (station Friedrichstraße) dans les années 1930. Blanches de l'extérieur, ses voitures ont des sièges en cuir rouge, et des placages de laiton, d'or et de bois. Une de ses cheminées est connectée au réseau de cheminette.
Norbert, Thésée, Lally, Jacob, Yusuf Kama et Bunty voyagent à bord de ce train dans Les Secrets de Dumbledore. Eulalie et Jacob y retrouvent les autres après avoir emprunté le réseau de cheminées depuis New York. Norbert y explique le plan de Dumbledore pour tenter de semer la confusion dans l'esprit de Grindelwald, en remettant notamment de la part de Dumbledore une fausse baguette magique à Jacob.

## Alimentation
Quelques plats sont mentionnés dans Les Animaux fantastiques, comme le Strudel et le hot-dog, préparés par Queenie Goldstein. Il y a également des viennoiseries et pâtisseries préparées par Jacob Kowalski, comme les babkas et les paczikis, qui sont des spécialités de sa grand-mère. À Paris, la confiserie enchantée K. Rammelle vend notamment en clin d’œil des « chococuisses » de grenouilles, des « cornes de licorne bretonne » en sucre et des pâtes à mâcher « à la bave d'escargot ».
Deux nouvelles boissons apparaissent : l'eau Glouglousse, faisant glousser d'une voix haut-perchée, et l'Explosard, dont les effets n'ont pas été décrits.